# هیروکی اینو
هیروکی اینو (انگلیسی: Hiroki Ino؛ زادهٔ ۱۱ سپتامبر ۱۹۹۲) بازیگر اهل ژاپن است.